# Bear Family Records
Bear Family Records, tyskt skivbolag som specialiserar sig på återutgivningar av äldre inspelningar av country och rock and roll. Bolaget grundades 1975 av skivsamlaren Richard Weize och har blivit känt för extravaganta samlingsboxar och tillhörande inbundna böcker i LP-storlek.
Bland de många artister man givit ut märks Johnny Cash, Willie Nelson, Dean Martin, Bill Haley & His Comets, Louis Jordan, The Everly Brothers, Chet Atkins, Ann-Margret, Pat Boone, Frankie Laine, Doris Day, The Kingston Trio, Burl Ives, the Carter Family, Wanda Jackson, Connie Smith, Jean Shepard, Fats Domino, Neil Sedaka, Johnny Burnette, Rosemary Clooney, Connie Francis, Lesley Gore, Ricky Nelson, Nat King Cole, Johnny Sea, Joe Dowell, Jim Ford och Jerry Lee Lewis.